# Skobîcivka, Bohorodceanî
Skobîcivka (în ucraineană Скобичівка) este un sat în comuna Stari Bohorodceanî din raionul Bohorodceanî, regiunea Ivano-Frankivsk, Ucraina.

## Demografie
Componența lingvistică a localității Skobîcivka
     Ucraineană (100%)
Conform recensământului din 2001, toată populația localității Skobîcivka era vorbitoare de ucraineană (100%).